# Day (Ardennes)

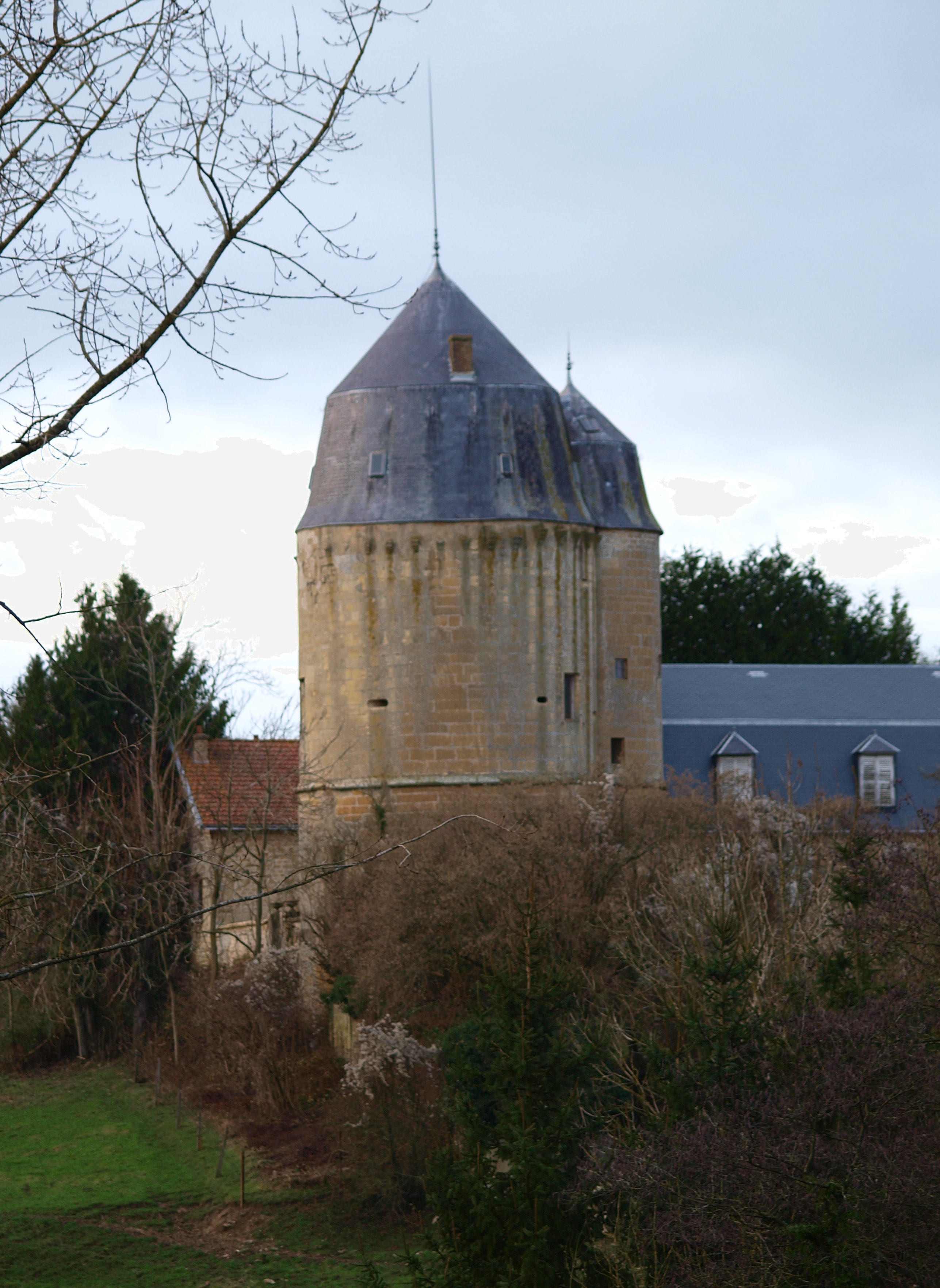
Turm Donjon de Day

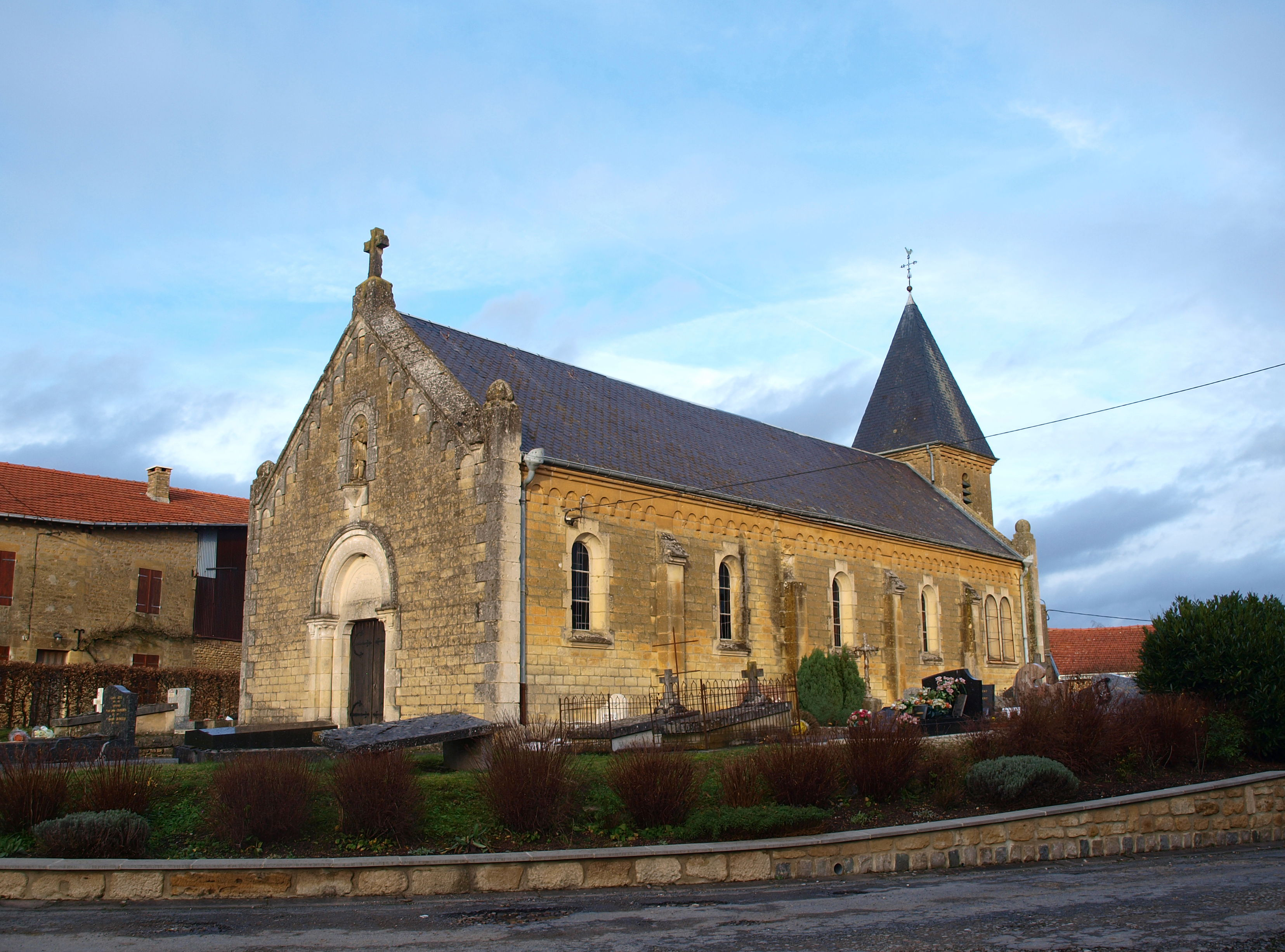
Kirche von Day

Day ist ein zur französischen Gemeinde Neuville-Day gehörendes kleines Dorf im Département Ardennes in der Region Grand Est. Die Gemeinde gehört zum Arrondissement Vouziers und zum Kanton Attigny.
Durch den Ort führt die Départementsstraße 28 vom nördlich gelegenen Lametz zum südöstlich befindlichen Neuville-Day. Südwestlich liegen die Wälder Bois de la Haie und Bois du Vivier.
Day war in der Vergangenheit eine selbständige Gemeinde, kam dann jedoch zur Gemeinde Neuville-Day. Südlich der Ortslage befindet sich der auf das Mittelalter zurückgehende Turm Donjon de Day, in der Ortsmitte liegt die Kirche des Dorfes.
Koordinaten: 49° 30′ N, 4° 41′ O